# مرد فراری (فیلم ۲۰۲۵)
مرد فراری (انگلیسی: The Running Man) یک فیلم اکشن و علمی تخیلی در سبک ویران‌شهری به کارگردانی ادگار رایت با بازی گلن پاول، کتی ام. اوبراین، دانیل ازرا، کارل گلاسمن، جاش برولین، لی پیس، جیمی لاسون، مایکل سرا، امیلیا جونز و ویلیام اچ میسی است. این فیلم یک بازسازی از مرد فراری (۱۹۸۷) با بازی آرنولد شوارتزنگر محسوب می‌شود.
در حال حاضر این فیلم قرار است در تاریخ ۲۱ نوامبر ۲۰۲۵ توسط پارامونت پیکچرز در ایالات متحده منتشر شود.

## داستان
در سال ۲۰۲۵، یک نمایش بازی مردمی به نام مرد فراری را برای به دست آوردن پول توسط شکارچیان قاتل در سراسر جهان برگزار می‌کنند.

## ساخت
فیلمبرداری در بریتانیا در ۴ نوامبر ۲۰۲۴ آغاز شد.